# Coyame del Sotol
Coyame del Sotol là một đô thị thuộc bang Chihuahua, México. Năm 2005, dân số của đô thị này là 1453 người.